# Мадсен, Марк
Марк Овергорд Мадсен (дат. Mark Overgaard Madsen, род. 23 сентября 1984) — датский борец греко-римского стиля и боец смешанных единоборств, один из лучших датских борцов в истории: серебряный призер олимпийских игр; пятикратный призёр чемпионатов мира; призёр чемпионата Европы. 
Ныне выступает в смешанных единоборствах в организации Ultimate Fighting Championship.

## Биография
Родился в 1984 году в Нюкёбинге. В 2005 году стал серебряным призёром чемпионата мира. На чемпионате мира 2006 года завоевал бронзовую медаль. В 2007 году вновь стал серебряным призёром чемпионата мира. В 2008 году принял участие в Олимпийских играх в Пекине, но занял там лишь 19-е место. В 2009 году опять стал серебряным призёром чемпионата мира.
В 2012 году принял участие в Олимпийских играх в Лондоне, где занял 5-е место. В 2014 году стал бронзовым призёром чемпионата Европы. В 2015 году опять завоевал серебряную медаль чемпионата мира. На Олимпийских играх 2016 года в Рио-де-Жанейро выступал в категории до 75 кг, на этот раз дошёл до финала, где уступил российскому борцу Роману Власову.